# Groenlandia densa
Groenlandia densa — вид квіткових рослин родини рдесникових (Potamogetonaceae). Ареал: Європа, Азія (Вірменія, Австрія, Азербайджан, Бельгія, Боснія і Герцеговина, Болгарія, Хорватія, Чехія, Франція, Німеччина, Греція, Угорщина, Іран, Ірландія, Італія (у т. ч. Сицилія), Ліхтенштейн, Люксембург, Чорногорія, Нідерланди, Північна Македонія, Норвегія, Польща, Португалія, Румунія, Сербія, Словаччина, Іспанія, Швейцарія, Туреччина в Європі, Велика Британія); вимер: Данія, Литва, Швеція.

## Середовище
G. densa зазвичай зустрічається в мілководних, чистих, багатих основами водах, включаючи озера та річки, але частіше струмки, канали, канави та ставки, особливо у верхів'ях вапняних потоків.

## Морфологічна характеристика
Росте як літньозелена, багаторічна трав'яниста рослина. Утворює стеблоподібне розгалужене кореневище, зазвичай тонке, діаметром близько 1 міліметра. Стебло довжиною від 10 до 30, рідко до 50 сантиметрів, у проточній воді значно довше. На стеблах часто утворюються білі вторинні коріння. Він утворює лише занурені листки. Пари начебто супротивних, близько розташованих, сидячих і обхоплюючих стебла підводних листків мають яйцеподібну або видовжено-ланцетну форму з тупим верхнім кінцем, у довжину від 10 до 40 міліметрів і в ширину від 3 до 15 міліметрів. Підвиди Groenlandia densa також описані для місць проживання зі швидких вод, які мають досить вузьке листя. В Австрії та сусідах період цвітіння припадає на період з червня по серпень. Від однієї до чотирьох квіток розташовані збоку на короткій квітконосі в колосоподібному суцвітті, які після квіткотворення загнуті назад. Квітка чотирипелюсткова. Тонкостінні плоди сильно сплюснуті і закінчуються гачкоподібним дзьобом. Число хромосом 2n = 30.

## Загрози
Схоже, що цей вид зменшується на більшій частині свого північноєвропейського ареалу; причини включають урбанізацію, евтрофікацію та надмірне забирання підземних водних ресурсів (водоносних горизонтів), так що точка, в якій потік у річках стає сезонним, а не постійним, переміщується вниз за течією. Здається, він також знаходиться під загрозою в Ірані через його дуже обмежений ареал і, по-друге, його залежність від крихкого середовища існування.